# Volta Redonda Futebol Clube
Maillots
Actualités
Dernière mise à jour : 16 octubre 2022.
Le Volta Redonda Futebol Clube est un club brésilien de football basé à Volta Redonda dans l'État de Rio de Janeiro.

## Palmarès
- Championnat du Brésil de Série C :
  - Champion : 2024
  - Vice-champion : 1995

- Championnat du Brésil de Série D :
  - Champion : 2016

- Championnat Carioca de deuxième division :
  - Champion : 1987, 1990, 2004, 2022

- Coupe Guanabara :
  - Vainqueur : 2005
  - Finaliste : 2021

- Coupe Rio :
  - Vainqueur : 1994, 1995, 1999, 2007, 2022